# Djakotomey
Djakotomey – miasto w Beninie, w departamencie Kouffo. Położone jest około 110 km na północny zachód od stolicy kraju, Porto-Novo. W spisie ludności z 11 maja 2013 roku liczyło 19 498 mieszkańców.